# Třebel
Třebel (deutsch Triebl) ist ein Ortsteil von Černošín in Tschechien. Er liegt in 490 m ü. M. am Fuß des Wolfsberges und gehört dem Okres Tachov an. Der Ort befindet sich im Bezirksdreieck Planá – Bezdružice – Stříbro.
Der Ort wurde vor allem durch die Schlacht bei Třebel im Dreißigjährigen Krieg bekannt.

## Geschichte

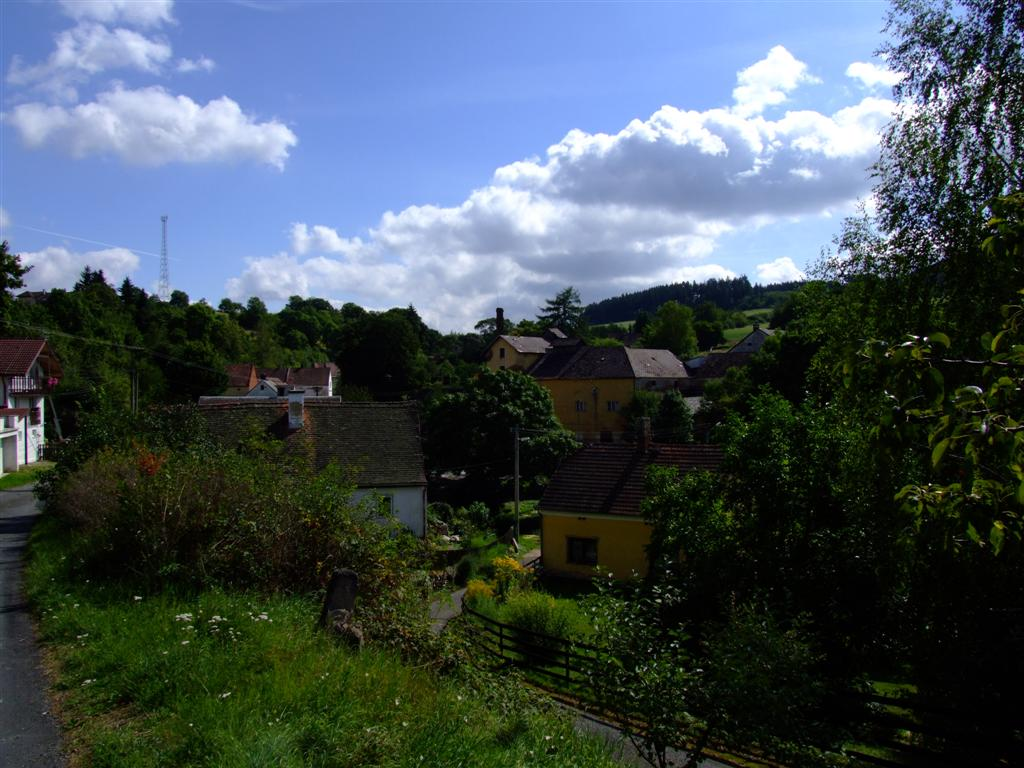
Třebel, aufgenommen im August 2008 – in der Bildmitte ist die ehemalige Brauerei (mit Schornstein) zu erkennen

Der Name Třebel bedeutet so viel wie Rodung oder Abholzung. Dies deutet darauf hin, dass dort vorher dichter Wald gestanden haben könnte. Das Dorf wird am 14. Februar 1251 erstmals urkundlich erwähnt.
Im Jahr 1382 war es Besitz der Herren von Schwanberg. Im Jahr 1440 übernahmen die Gebrüder Sobětide aus dem Bezirk Klatovy den Grundbesitz, den sie später an Johan von Wolfstein verpfändeten.
Ihm folgten seine Söhne Wilhelm III. und Georg. 1486 wurde Ctibor V. aus der Hostauer Linie der Wolfstein neuer Besitzer. Nach 1497 gelangte die gesamte Herrschaft Wolfstein einschließlich des Triebl an die Herren von Schwanberg.
Im Jahr 1665 wurde Triebl von Maria Magdalena geb. Burggräfin von Dohna, der Witwe von Johann Friedrich von Schwanberg an Johann Joachim von Sinzendorf veräußert. Nach dessen Tod erhielt seine Witwe, Gräfin Maria Maximiliana von Kaiser Leopold I. die Erlaubnis die Herrschaft Triebl – Trpist für ihren Sohn zum Familienfideikommiss zu erheben.
1792 war der Graf Franz Wenzel Joachim von Sinzendorf aus Plan Besitzer der Herrschaft Triebl – Trpist. Dessen Nachfolger, Prosper Fürst von Sinzendorf, verkaufte den Besitz im Jahr 1793 an Johann Lexa von Ährental. Seine Erbin wurde 1824 seine Tochter Johanna.
Ihr Sohn, Johann Lexa von Ährental verkaufte die Herrschaft Triebl – Trpist mit Wolfsberg und Mariafels im Jahr 1874 an Gräfin Elisabeth Kinsky. Der Kaufpreis betrug 650.000 Gulden.
Von 1879 bis nach dem Ersten Weltkrieg war die Herrschaft im Besitz der gräflichen Familie Wydenbruck. Letzter Besitzer des Triebl war Ritter Kubinszky-Rakousky.
Einkommen und Existenz boten in Triebl landwirtschaftliche Betriebe und die herrschaftliche Brauerei. Sie wurde wahrscheinlich 1627 durch die Schwanberger gegründet. Vor dem Zweiten Weltkrieg wurden in Triebl das „Schloßbräu am Wolfsberg“ gebraut und die Limonade „Wolfsbergperle“ hergestellt. Die Brauerei, die zur Brauerei der Grafen von Berchem-Heimhausen in Kuttenplan gehört hatte, wurde 1945 verstaatlicht. Bis 1948 war die tschechische Biermarke „Vlkovar“ in Třebel beheimatet. Im Jahre 1992 stellte die Schlossbrauerei Třebel ihre Produktion ein.
Nach dem Münchner Abkommen wurde der Ort dem Deutschen Reich zugeschlagen und gehörte bis 1945 zum Landkreis Tachau.
Vor der Vertreibung der sudetendeutschen Bevölkerung aufgrund der Beneš-Dekrete im Jahr 1946 hatte Triebl 249 Einwohner. 1991 hatte der Ort 13 Einwohner. Im Jahre 2001 bestand das Dorf aus 8 Wohnhäusern, in denen 8 Menschen lebten.